# Muhlenbergia schmitzii
Muhlenbergia schmitzii är en gräsart som beskrevs av Eduard Hackel. Muhlenbergia schmitzii ingår i släktet muhlygräs, och familjen gräs. Inga underarter finns listade i Catalogue of Life.